# Aphycoides speciosus
Aphycoides speciosus är en stekelart som först beskrevs av Hoffer 1968.  Aphycoides speciosus ingår i släktet Aphycoides och familjen sköldlussteklar. Arten är reproducerande i Sverige. Inga underarter finns listade i Catalogue of Life.